# 钩齿溲疏
钩齿溲疏（学名：Deutzia hamata）为虎耳草科溲疏属下的一个种。

## 扩展阅读
- 維基物種上的相關：钩齿溲疏